# Maurice Norman
Maurice Norman (8. května 1934, Mulbarton – 27. listopadu 2022) byl anglický fotbalista, obránce.

## Fotbalová kariéra
Začínal v týmu Norwich City FC. V anglické lize hrál za Tottenham Hotspur FC, se kterým získal v roce 1961 mistrovský titul a v letech 1961 a 1962 Anglický fotbalový pohár. V Poháru mistrů evropských zemí nastoupil v 8 utkáních, v Poháru vítězů pohárů nastoupil v 9 utkáních a dal 1 gól a ve Veletržním poháru nastoupil v 1 utkání. V roce 1963 vyhrál s týmem Pohár vítězů pohárů. Za anglickou fotbalovou reprezentaci nastoupil v letech 1962-1964 ve 23 utkáních. Byl členem anglické reprezentace na Mistrovství světa ve fotbale 1958, ale v utkání nenastoupil. Byl členem anglické reprezentace na Mistrovství světa ve fotbale 1962, nastoupil ve 4 utkáních.

## Ligová bilance
| Ročník                                   | Zápasy | Góly | Klub                 |
| ---------------------------------------- | ------ | ---- | -------------------- |
| Football League Third Division 1954/1955 | 18     | 0    | Norwich City FC      |
| Football League Third Division 1955/1956 | 17     | 0    | Norwich City FC      |
| Football League First Division 1955/1956 | 4      | 0    | Tottenham Hotspur FC |
| Football League First Division 1956/57   | 16     | 0    | Tottenham Hotspur FC |
| Football League First Division 1957/58   | 33     | 1    | Tottenham Hotspur FC |
| Football League First Division 1958/59   | 35     | 3    | Tottenham Hotspur FC |
| Football League First Division 1959/60   | 39     | 1    | Tottenham Hotspur FC |
| Football League First Division 1960/61   | 41     | 4    | Tottenham Hotspur FC |
| Football League First Division 1961/62   | 40     | 0    | Tottenham Hotspur FC |
| Football League First Division 1962/63   | 38     | 1    | Tottenham Hotspur FC |
| Football League First Division 1963/64   | 42     | 3    | Tottenham Hotspur FC |
| Football League First Division 1964/1965 | 30     | 1    | Tottenham Hotspur FC |
| Football League First Division 1965/1966 | 16     | 1    | Tottenham Hotspur FC |
| CELKEM 1. liga                           | 357    | 16   |                      |